# باهرتسی
باهرتسی (به بلغاری: Bahretsi) یک منطقهٔ مسکونی در بلغارستان است که در تریاونا واقع شده‌است.